# Megachile moureana
Megachile moureana là một loài Hymenoptera trong họ Megachilidae. Loài này được Silveira et al. mô tả khoa học năm 2002.